# Tupolev Tu-125
Tupolev Tu-125 là một đề án phát triển máy bay ném bom siêu âm tầm xa dành cho Không quân Liên Xô.

## Tính năng kỹ chiến thuật
Đặc tính tổng quan
- Chiều dài: 41,40 m (135 ft 10 in)
- Sải cánh: 22,20 m (72 ft 10 in)
- Chiều cao: 9,55 m (31 ft 4 in)
- Diện tích cánh: 226,0 m2 (2.433 foot vuông)
- Trọng lượng có tải: 110.000 kg (242.508 lb)
- Động cơ: 4 × Tumansky R-15B-300 , 110 kN (25.000 lbf) thrust  mỗi chiếc

Hiệu suất bay
- Vận tốc cực đại: 3.500 km/h (2.175 mph; 1.890 kn)
- Tầm bay: 7.000 km (4.350 mi; 3.780 nmi)
- Trần bay: 25.000 m (82.021 ft)
- Tải trên cánh: 487 kg/m2 (100 lb/foot vuông)
- Lực đẩy/trọng lượng: 0,4076

Vũ khí trang bị

- Tên lửa: 1 × tên lủa hạt nhân Raduga Kh-22